# Testigo bajo sospecha
Testigo bajo sospecha (título original: Jack Reed: Badge of Honor; título alternativo: Jack Reed: Bajo sospecha) es un telefilme estadounidense policíaco de 1993 dirigida por Kevin Connor y protagonizada por Brian Dennehy, Susan Ruttan y Alice Krige. 
Es la secuela de la película Ilusiones rotas (1992). También es importante destacar, que es la segunda de seis películas de televisión de la saga Jack Reed.

## Argumento
Cuando una joven madre es asesinada en Chicago, el sargento de policía de esa ciudad Jack Reed se dispone a encontrar al asesino de esa joven. Sin embargo el mundo secreto de las operaciones encubiertas asoma entonces a su cabeza cuando quiere llevarlo a cabo.

## Reparto
| Actor           | Personaje             |
| --------------- | --------------------- |
| Brian Dennehy   | Sargento Jack Reed    |
| Susan Ruttan    | Arlene Reed           |
| Alice Krige     | Joan Anatole          |
| R. D. Call      | Teniente Lloyd Butler |
| Amy Aquino      | Sharon Hilliard       |
| Jo Anderson     | Wendy Simmons         |
| Byron Minns     | Keith Brandon         |
| Neal McDonough  | Wayne Carlson         |
| Justin Burnette | John Reed Jr.         |
| Michael Talbott | Eddie Dirkson         |
| William Sadler  | Anatole               |
| Udo Kier        | Giles Marquette       |

## Producción
Como la película Ilusiones rotas tuvo éxito, se decidió hacer esta secuela. Se filmó para ello en Los Ángeles. Una vez filmada, se estrenó el 12 de noviembre de 1993.

## Recepción
Hoy en día el filme ha sido valorada en portales cinematográficos. En IMDb, por ejemplo, con 278 votos registrados, el largometraje obtiene una media ponderada de 6,1 sobre 10. También cabe destacar, que en La Vanguardia el 50 % de los usuarios registrados en ese periódico le dan una valoración positiva a la película.